# Manuel Mestre
Manuel Mestre, né le 7 janvier 1935 à Oliva en Espagne et décédé le 31 août 2008 dans son village natal, est un footballeur espagnol.

## Biographie
Originaire de la région de Valence, il évoluera durant toute sa carrière au Valence CF de 1956 à 1969. 
Il fut international à 2 reprises en 1959. Il fait partie des "cracks" de l'histoire du FC Valence.

## Palmarès
- Vainqueur de la Coupe des villes de foires en 1962 et 1963 avec le Valence CF
- Vainqueur de la Copa del Rey en 1967 avec le Valence CF
- Finaliste de la Coupe des villes de foires en 1964 avec le Valence CF